# Charles Quervel
Charles Quervel var en fransk bågskytt. Han deltog vid olympiska sommarspelen 1908.